# Halvregelbunden variabel
Halvregelbundna variabla stjärnor är jättar eller superjättar på mellannivå och sen spektraltyp som visar stor periodicitet i sina ljusförändringar, åtföljda eller ibland avbrutna av olika oregelbundenheter. Perioden ligger inom intervallet 20 till mer än 2 000 dygn, medan ljuskurvans form kan vara ganska olik och variera med varje cykel. Amplituden kan vara från några hundradels till flera enheter i magnitud (vanligen 1-2 enheter i det för människan synliga området).

## Klassificering
De halvregelbundna variabla stjärnorna har under många årtionden delats upp i fyra kategorier, med en femte relaterad grupp som definierats mer nyligen. De ursprungliga definitionerna av de fyra huvudgrupperna formaliserades 1958 vid den tionde generalförsamlingen i Internationella astronomiska unionen (IAU). General Catalog of Variable Stars (GCVS) har uppdaterat definitionerna med ytterligare information och tillhandahållit nyare referensstjärnor där gamla exempel som S Vulpeculae har omklassificerats.
| Undertyper | IAU definition | GCVS-kod | GCVS definition | Standard- stjärnor                |
| ---------- | --- | -------- | --- | --------------------------------- |
| SRa        | Halvregelbundna variabla jättar av sena spektralklasser (M, C och S), som upprätthåller periodicitet med relativ stabilitet och som regel små (mindre än 2m.5) ljusvariationer. Amplituden och ljuskurvans form är vanligtvis föremål för starka variationer från period till period. Många av dessa stjärnor skiljer sig från Mira Ceti-typstjärnor endast genom en mindre amplitud hos ljusvariationen.                                            | SRA      | Halvregelbundna sena typer (M, C, S eller Me, Ce, Se) av jättar som visar bestående periodicitet och vanligtvis små (<2.5 mag in V) ljusvariationer. Amplitud och ljuskurvans form varierar vanligtvis och perioderna ligger inom intervallet 35-1 200 dygn. Många av dessa stjärnor skiljer sig från Mira Ceti-typstjärnor endast genom att ha mindre ljusamplituder. | Z Aqr                             |
| SRb        | Halvregelbundna variabla jättar av sena spektralklasser (M, C och S) med svagt uttryckt periodicitet, dvs med olika varaktighet hos enskilda cykler (vilket leder till omöjlighet att förutsäga epoker med maximal och minimal magnitud) eller med utbyte av periodiska förändringar mot långsamma oregelbundna variationer, eller till och med av ljusstyrkan. Vissa av dem kännetecknas av ett visst medelvärde av perioden som anges i katalogen. | SRB      | Halvregelbundna sena typer (M, C, S eller Me, Ce, Se) av jättar med svagt definierad periodicitet (medelperioder inom intervallet 20-2 300 dygn) eller med alternerande intervall av periodiska och långsamma oregelbundna förändringar och även med intervall av ljusstyrka. Varje stjärna av denna typ kan vanligtvis tilldelas en viss genomsnittlig period (cykel), vilket är det värde som anges i katalogen. I ett antal fall observeras samtidig närvaro av två eller flera perioder av ljusvariation | AF Cyg RR CrB                     |
| SRc        | Halvregelbundna variabla superjättar av sena spektralklasser | SRC      | Superjättar av spektraltyp (M, C, S eller Me, Ce, Se) med amplitud av ca 1 mag och perioder hos ljusvariation från 30 dygn till flera tusen dygn. | μ Cep RW Cyg                      |
| SRd        | Halvregelbundna variabla jättar och superjättar som tillhör spektralklasserna F, G, K | SRD      | Halvregelbundna variabla jättar och superjättar av spektraltyp F, G eller K, ibland med emissionslinjer i deras spektra. Amplitud av ljusvariation ligger i intervallet från 0,1 till 4 magnituder och intervallet av perioder är från 30 till 1 100 dagar | S Vul UU Her AG Aur SX Her SV UMa |
|            | | SRS      | Halvregelbundna pulserande röda jättar med kort period (några dygn till en månad), förmodligen höga övertonspulsatorer | AU Ari                            |

## Pulsering
De halvregelbundna variabla stjärnorna, särskilt SR- och SRb-underklassen, grupperas ofta som Mira-variabler under rubriken långperiodiga variabler. I andra situationer expanderas termen för att täcka nästan alla kalla pulserande stjärnor. De halvregelbundna jättestjärnorna är nära besläktade med Mira-variablerna. Mirastjärnor pulserar i allmänhet i grundtonläget medan halvregelbundna jättar pulserar i en eller flera övertoner.
Fotometriska studier i Stora Magellanska molnet letar efter gravitationella mikrolensinghändelser har visat att i huvudsak alla svala utvecklade stjärnor är variabla, med de kallaste stjärnorna som visar mycket stora amplituder och varmare stjärnor som bara visar mikrovariationer. De halvregelbundna variabla stjärnorna tillhör en av fem identifierade huvudserier av period-luminositetsförhållande, vilka endast skiljer sig från Mira-variablerna genom pulserande i ett övertonsläge. De närstående OSARG-variablerna (OGLE small amplitude red giant) pulserar i ett okänt läge.
Många halvregelbundna variabler visar långa sekundärperioder på runt tio gånger huvudpulseringsperioden, med amplitud av några tiondelar av en magnitude vid visuella våglängder. Orsaken till pulseringarna är inte känd.

## Ljusstarka exempel
Eta Geminorum är den ljusaste SRa-variabeln, och även en förmörkande dubbelstjärna. GZ Pegasi är en SRa-variabel och stjärna av spektraltyp S med en maximal magnitud på 4,95. Tau Centauri är listad som det näst ljusaste SRa-exemplet, men det finns förslag om att den faktiskt kan vara en RV Tauri-variabel, vilket skulle göra den till den klart starkaste medlemmen i den klassen.
Det finns många SRb-stjärnor, synliga för blotta ögat, med tredje magnituden där L2 Puppis är den ljusaste som anges i GCVS. Sigma Librae och Rho Persei är också SRb-stjärnor av tredje magnituden vid maximal ljusstyrka. Beta Gruis är en stjärna av andra magnituden klassificerad av GCVS som en långsam oregelbunden variabel, men rapporterades vara av SRa-typ vid senare forskning. Dessa fyra är alla jättar av spektralklass M, även om vissa SRb-variabler är kolstjärnor som UU Aurigae eller typstjärnor av typ S som Pi1 Gruis.
Katalogicerade SRc-stjärnor är mindre talrika, men omfattar några av de ljusaste stjärnorna på himlen som Betelgeuse och Alfa Herculis. Även om SRc-stjärnor definieras som superjättar, har ett antal av dem spektralklass som jätte och några som Alfa Herculis är kända för att vara stjärnor på asymptotiska jättegrenen.
Många SRD-stjärnor är extremt ljusstarka hyperjättar, inklusive Rho Cassiopeiae, V509 Cassiopeiae och Omikron1 Centauri. Andra klassificeras som jättestjärnor, men det ljusaste exemplet är av sjunde magnituden LU Aquarii.
De flesta SRS-variabler har upptäckts i djupa storskaliga undersökningar, men stjärnorna V428 och AV Arietis och EL Piscium, synliga för blotta ögat, finns också med i gruppen.